# Lucio Dalla nella cultura di massa

## Lucio Dalla e lo sport

I cantautori Gianni Morandi, Andrea Mingardi, Dalla e Luca Carboni nella seconda metà degli anni 1980 a una partita del, squadra per la quale i quattro composero nel 1988 l'inno Le tue ali Bologna.

Dalla era un appassionato di sport, di pallacanestro e calcio in particolare. In occasione della sua morte La Gazzetta dello Sport gli ha dedicato la prima pagina del 2 marzo 2012, riadattando i titoli di alcune delle sue canzoni alle notizie sportive del giorno. Il cantante era un grande tifoso del Bologna, presenziando spesso alle partite casalinghe della squadra, e della Virtus Bologna di basket. Per un periodo negli anni '60, è stato tifoso del Milan, quando i rossoneri vinsero la Coppa dei Campioni: questa sua passione ha lasciato una traccia nella sua canzone Milano, nella frase «Milan e Benfica, Milano che fatica».

Dalla con il pivot della Virtus Binelli.

Nel 2008 aveva composto anche l'inno per la rappresentativa azzurra ai Giochi della XXIX Olimpiade scrivendo la canzone Un uomo solo può vincere il mondo. A proposito della sua passione per il basket sentenziava sempre: «Sono il più grande playmaker di sempre, ma mi frega l'altezza». E ancora: «Il basket, a differenza di altri sport, ogni venti secondi ti regala un'emozione». Inoltre costruiva con grande cura il calendario dei propri concerti per far coincidere ogni tappa con una gara fuori casa della Virtus Bologna. La sigla che per anni ha introdotto il collegamento in diretta dai campi della Rai dal titolo Bim Bum Basket era proprio di Lucio Dalla. Da ricordare, inoltre, che nell'album Luna Matana è presente una traccia, dal titolo Baggio Baggio, dedicata al campione vicentino che, tra l'altro, fu un giocatore del Bologna nella stagione 1997/98. L'artista felsineo ha inoltre scritto l'inno Le tue ali Bologna, insieme ai colleghi e concittadini Luca Carboni, Andrea Mingardi e Gianni Morandi.
Altra grande passione era quella per i motori, soprattutto delle auto sportive: possedeva infatti una Porsche 911 Carrera. Dalla gareggiò per tre volte alla Mille Miglia, storica competizione alla quale il cantautore dedicò una canzone dell'album Automobili; vi partecipò a bordo di una Porsche 356 Carrera, nel 1999 e 2000 con Alessandro Bergonzoni e nel 2003 assieme a Oliviero Toscani. Dalla ha inoltre dedicato alcuni dei suoi pezzi a grandi personalità del mondo automobilistico come Tazio Nuvolari o Ayrton Senna. Proprio il pezzo dedicato al pilota italiano, intitolato Nuvolari, è stato colonna sonora dello spot pubblicitario istituzionale della Alfa Romeo nel 2007-2009. Un'altra canzone di Dalla, Il motore del 2000,  è stata colonna sonora dello spot pubblicitario della Fiat Uno Fire nel 1992.

## Lucio Dalla e la politica

Enrico Berlinguer (a destra) in una foto del 1978.

La dimensione politica non è stata estranea al mondo musicale di Dalla. Nel suo Canzoniere spesso si ritrovano composizioni che affrontano temi di natura sia politica che sociale. I brani, soprattutto quelli scritti con il poeta Roberto Roversi, ne sono stati un esempio significativo. Basti ricordare brani come Un'auto targata Torino (sul tema dell'immigrazione e la speculazione edilizia), L'operaio Gerolamo (sull'alienante condizione operaia), Le parole incrociate, (sugli eccidi di stato post-unitari) o Anidride solforosa (canzone ecologista contro le deturpazioni della società industriale). Il cantautore emiliano ha trattato tematiche socio - politiche non solo nel Periodo Roversi, ma anche in varie fasi della sua carriera. Solo per citarne alcune si ricordano: E non andar più via, la celebre Come è profondo il mare, Ciao a te, Se io fossi un angelo, Treno, Il duemila, un gatto e il re e Comunista (queste ultime di nuovo con Roversi). Si ricordano, ancora, Amen (contro l'alienazione del mezzo televisivo), Merdman (sulla vacuità dei talk-show), Ciao (sull'indifferenza sociale verso il dolore e le guerre) e i pamphlet anti-bellici Washington e Kamikaze.
Nel gennaio 2008 ha concesso un'intervista al quotidiano cattolico online Petrus dedicato al pontificato di Papa Benedetto XVI nella quale afferma di non essere mai stato né marxista né comunista, ma di ispirarsi a Josemaría Escrivá de Balaguer, fondatore dell 'Opus Dei. Tuttavia, in una successiva apparizione televisiva, ha dichiarato di essere stato male interpretato: nell'intervista ha semplicemente asserito di essere concorde con le affermazioni riguardanti il lavoro fatto dal fondatore dell'Opus Dei, il cui nome ed il relativo pensiero aveva sentito per la prima volta in quell'occasione. Le relative dichiarazioni, anche se poi corrette, fecero molto scalpore, essendo da sempre rinomata la vicinanza del cantautore, fin dagli anni settanta, all'area culturale della sinistra: «Votavo comunista e avevo fiducia in Enrico Berlinguer. Non sto dicendo che fosse perfetto, sto dicendo che mi fidavo». Così Lucio Dalla parlava del suo passato in un'intervista del 1997 al giornalista Mario De Santis, all'epoca sostenitore del centro-sinistra e de L'Ulivo di Romano Prodi.
Una vicinanza alla sinistra italiana, dunque, sempre sostenuta e ribadita, sorretta, però, da posizioni mai dogmatiche e sempre all'insegna della libertà di pensiero, come dimostra un'altra intervista del 2008: «Sono di sinistra, ma non mi è mai piaciuta la mentalità che delega il cambiamento al lato collettivo della politica. Le cose non si cambiano solo con le piazze, si inizia anche dagli individui, ad esempio leggendo libri. Però si deve essere liberi intellettualmente. Invece ancora oggi, quando ho detto che Julius Evola è un artista degno di interesse, ho suscitato scandalo in una certa stampa di sinistra, in modo prevenuto e superficiale. Ecco alla nostra sinistra è mancata la capacità di gestire e capire le inquietudini». Nel 2009, in un'intervista agli studi di LeiTV alla domanda su che cosa ne pensa dei politici che partecipano ai funerali di Stato rispose: «Esibiscono tanta di quella noia. Potrebbero evitare». La giornalista in studio continuò dicendo: «Lo sa che al suo funerale ci saranno e diranno: è stata la colonna sonora della nostra vita»? Dalla rise e rispose: «una buona ragione per non morire».

## Stravaganze, aneddoti e curiosità

Lucio Dalla in versione clown, durante un'esibizione televisiva del 1986

- Con il bizzarro pseudonimo di Domenico Sputo, Dalla ha partecipato in vesti di corista, tastierista e sassofonista a diversi album degli Stadio, Ron, Luca Carboni fino ad autocitarsi nel brano Domenico Sputo presente nell'album Luna Matana. Sul campanello della sua casa, in via D'Azeglio a Bologna, si legge scritto, infatti, proprio il suo buffo pseudonimo[20].
- La barca di Lucio Dalla portava l'altrettanto bizzarro e curioso nome di Catarro[21].
- Per i bolognesi e per tutti i suoi amici era conosciuto con il soprannome di Ragno[22].
- Pupi Avati, in varie interviste ha anche dichiarato, con il sorriso, che la sua gelosia nei confronti di Dalla, dovuta al fatto che era un clarinettista molto migliore di lui, era arrivata a tal punto che un giorno, a Barcellona, sulla Sagrada Família, aveva persino meditato di ucciderlo[23].
- Nel 1968 fece da apripista al concerto di Jimi Hendrix, tenuto al Piper di Milano[24].
- L'edizione del Festival di Sanremo del 1972 fu caratterizzata dal tentato sciopero di molti artisti in gara, tra i quali Claudio Villa, Domenico Modugno e lo stesso Dalla, che diedero vita a numerose proteste e contestazioni, a seguito di presunte irregolarità nella selezione dei cantanti in gara[25]
- Nel 1976, cercò di mettere in piedi, assieme a Francesco Guccini, Bonvi e un giovane Red Ronnie, una radio libera, sull'onda del boom delle nascenti emittenti private come le celebri Radio Alice, Radio Babboleo, Controradio e tante altre[26].
- Molti sono stati gli artisti scoperti e lanciati da Dalla, a cominciare dallo stesso Ron e Luca Carboni. Se, a titolo d'esempio, Antonello Venditti fu il primo produttore di Rino Gaetano, a scoprire il suo talento e a portarlo al Folkstudio a Roma fu proprio Dalla, che commentò così l'incontro: «Faceva l'autostop con la chitarra a tracolla e gli diedi un passaggio per Roma dove andava alla ricerca di un contratto. Mi fece sentire le sue canzoni in anteprima e lo portai da Vincenzo Micocci che poi lo lanciò»[27].
- Nel 1984 propose un tour congiunto a Lucio Battisti, sfidando la rinomata ritrosia del collega, che da molti anni si era ritirato dalla scena pubblica. L'artista bolognese ha così ricordato l'incontro: «Mi stette a sentire tutta la sera, poi sorrise e disse: non si può fare»[28].
- Nell'aprile del 1986 partecipa al programma televisivo Serata d'onore in onda su Rai 1, nell'occasione si presenta vestito da clown, cantando alcune canzoni del suo album Bugie.
- Peppino di Capri in un'intervista al Sole 24 ore ha ricordato: "Una sera lo portai a cena in un ristorante napoletano. Entrai prima io nel ristorante e il cameriere vide Dalla conciato in quel modo e disse lasciate il maestro in pace e lo fermò sulla porta. Poi quando capirono che era Dalla il proprietario voleva licenziare il cameriere"[29].
- Per oltre un decennio, abitando anche a Milo (CT), sulle pendici dell'Etna, ha avuto come vicino di casa Franco Battiato[30].
- Le tournée legate alla promozione dei due album Lucio Dalla e Dalla riscossero grande successo ovunque: a Torino, ad esempio, la sera del 4 aprile 1979 si presentarono ben 20000 persone per ascoltare il suo concerto, e poiché il Palasport aveva una capienza, all'epoca, di 15000 spettatori, restano fuori dai cancelli 5000 persone[31]. Da non dimenticare inoltre un tris di concerti tenuti a Castel Sant'Angelo (Roma), nell'estate del 1981, alla presenza di centomila spettatori[32].
- Nelle campagne etnee ha prodotto un vino conosciuto come Stronzetto dell'Etna, nome che fu ideato da Carmelo Bene. A raccontarlo è stato lo stesso Dalla: «Carmelo Bene s'era preso una ciucca terribile bevendolo, da non stare più in piedi. E la sera dopo consegnandomi un premio aveva detto "Ecco quello stronzetto di Lucio Dalla". Lo chiamai così per questo, il mio vino»[33]
- Con la canzone Ballando ballando, nell'estate del 1997 si esibì al Festivalbar, indossando ironicamente un vistoso parruccone anni settanta[34].
- La canzone Ulisse coperto di sale, contenuta nell'album Anidride solforosa è stata campionata dal rapper Timbaland, nel pezzo Indian Carpet dell'album Indecent proposal, del 2001[35].
- Era un appassionato di Napoli e dell'idioma napoletano. In un'intervista dichiarò: «La bellezza di Totò è la bellezza di Napoli. Napoli sembra una città, ma è una nazione [...] Io non posso fare a meno, almeno due o tre volte al giorno di sognare di essere a Napoli. Sono dodici anni che studio tre ore alla settimana il napoletano, perché se ci fosse una puntura da fare intramuscolo, con dentro il napoletano, tutto il napoletano, che costasse 200000 euro io me la farei, per poter parlare e ragionare come ragionano loro da millenni».[36]. Infatti, spesso, ha cantato varie interpretazioni dei grandi classici della musica napoletana, incidendo anche una personale rivisitazione del celebre brano Malafemmina di Totò, nell'album Cinema italiano, dove compaiono altri artisti come Sting, il flautista Andrea Griminelli e Luis Bacalov[37]. Tra gli altri brani napoletani interpretati da Dalla si ricordano Anema e core, Addio a Napoli, Nun parlà (nell'album Canzoni) e Era de maggio, di Salvatore Di Giacomo, che lui stesso considerava al pari di un'opera lirica, tanto da convincere l'amico Franco Battiato ad inciderla nel suo Fleurs[38]. Ha inoltre duettato con artisti napoletani di fama come Roberto Murolo, Pino Daniele e Nino D'Angelo, fino alle collaborazioni con Gigi D'Alessio. In un incontro con lo scrittore e giornalista Roberto Saviano dichiarò: «Quando mi parlano di bellezza mi viene in mente, come prima immagine, Napoli»[39].
- Dalla si è espresso anche come talent scout e negli ultimi anni è riuscito a dedicarsi ad iniziative che hanno puntato a rivitalizzare il panorama musicale italiano. Tra le altre iniziative il Lucio Dalla Music Club organizzato prevalentemente con l'ausilio del web. Nel 2001, inoltre, era divenuto direttore creativo di My-Tv, la prima web TV italiana[40].
- Poco prima dell'uscita dell'album Ciao, il 6 settembre, presenta l'omonima canzone al Festivalbar ricevendo inaspettati fischi, derivanti da una lunga attesa per le varie preparazioni scenografiche che causò un considerevole ritardo dell'esibizione[41].
- Sempre nel settembre del 1999, molti giornali hanno dedicato spazio alla Sera dei miracoli, il concerto di Lucio Dalla tenutosi a Gioia Tauro, alla presenza di 100000 spettatori. Numerosi gli ospiti illustri: da Franco Battiato a Nino D'Angelo, Cecilia Gasdia e Mango, con cui canta Bella d'estate, brano di cui è anche coautore[42].
- Un giorno Lucio Dalla notò un imbianchino che gli assomigliava e lo assunse come sosia. «Lo mandava ai pranzi ufficiali, tipo una domenica al Diana, il ristorante della borghesia bolognese. Lo mandò al suo posto anche al Festivalbar e all'Arena di Verona per non perdere una partita di basket della Virtus. In cambio, un giorno, Lucio andò a lavorare al posto dell'imbianchino»[43].
- Lo scrittore statunitense Dan Brown, in un'intervista al quotidiano la Repubblica, ha dichiarato: «Non ci crederete ma sono cresciuto ascoltando Lucio Dalla». Il cantante, appresa la notizia con il sorriso, si disse lusingato[44][45].
- L'orecchino che Lucio Dalla indossava, era in realtà dell'ex campione Diego Armando Maradona, regalatogli da quest'ultimo dopo un incontro tra i due a Buenos Aires, a dichiararlo fu lo stesso musicista, in un'intervista agli uffici di Yahoo!, nel novembre del 2009[46].
- Nella classifica ufficiale FIMI della settimana successiva alla sua morte, ci sono stati ben 5 suoi singoli in Top10 e 12 suoi album in Top100, di cui uno (12000 lune) al primo posto[47].

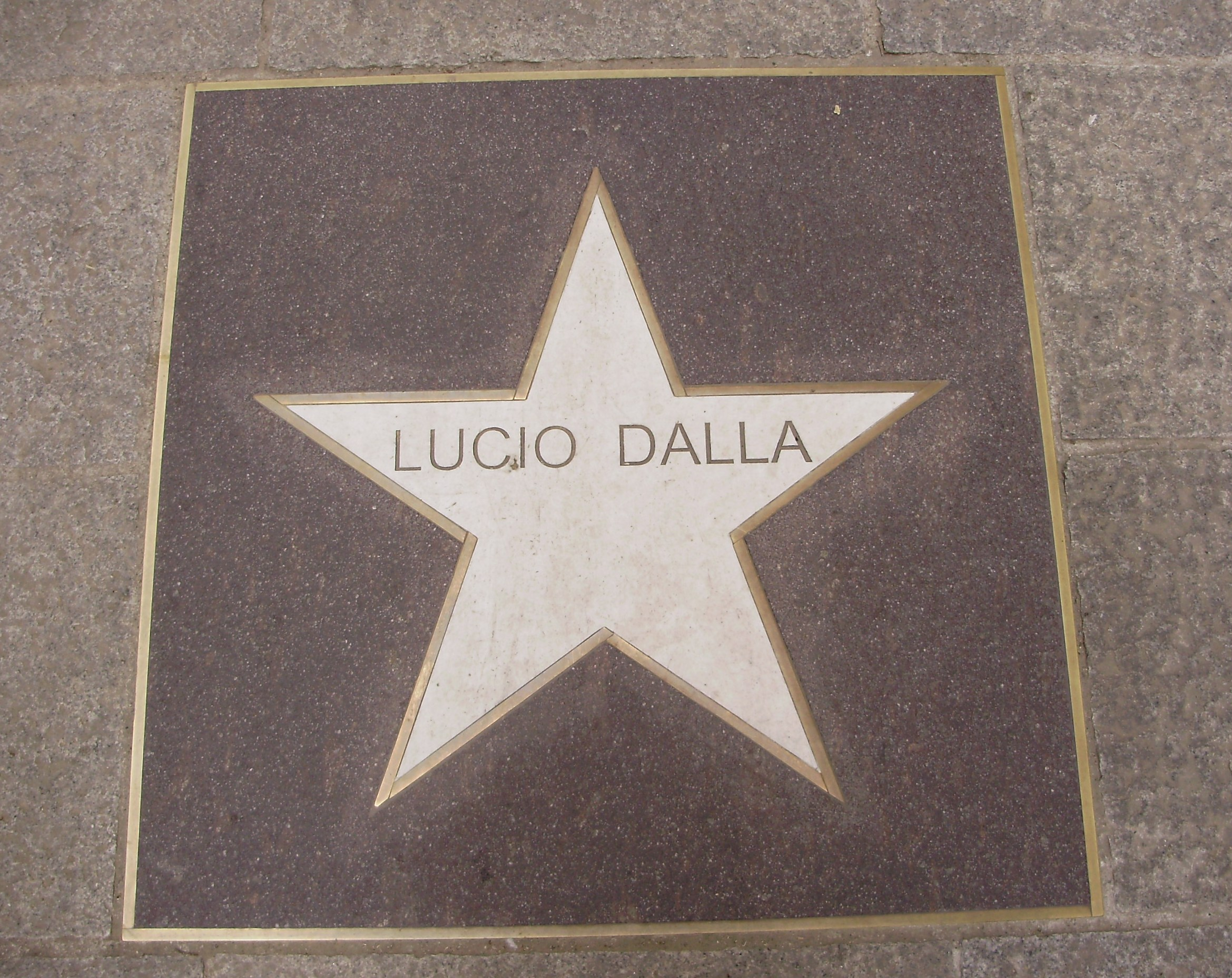
Stella di marmo con il nome Lucio Dalla in via Orefici a Bologna

- Il 1º aprile 2012, a un mese dalla morte del cantante e a seguito di un'ordinanza comunale, è stata inaugurata nella sua via D'Azeglio, a pochi passi da Piazza Maggiore, una diffusa rete di altoparlanti, allo scopo di sonorizzare la via per poter trasmettere ogni giorno alle 18 un brano dell'artista scomparso. L'iniziativa è andata avanti per duecento giorni, tanti quanti i brani scelti per dar vita al progetto[48].
- A Bologna, in via Orefici, la walk of fame del Jazz, è stata inaugurata in data 14 settembre 2012 una stella in onore del musicista emiliano, assieme a quella del grande jazzista Miles Davis[49].
- Il 29 giugno 2012 il Nastro d'argento vinto e non ritirato da Lucio Dalla nel 2004, per la canzone Prima dammi un bacio, è stato messo all'asta dal Sindacato nazionale giornalisti cinematografici italiani, il ricavato è andato a finanziare un progetto di solidarietà destinato all'Emilia terremotata[50]
- Grazie al FAI - Fondo Ambiente Italiano, di cui Dalla era socio onorario, dal 30 novembre al 2 dicembre 2012, sono stati messi a disposizione 3500 biglietti per visitare l'enorme appartamento di via D'Azeglio dove il cantante dimorò fino al 1º marzo 2012. In mostra i quadri, le sculture e tanti oggetti bizzarri e di valore. Il ricavato è stato devoluto ai terremotati del comune di Finale Emilia[51].

## Tributi e riconoscimenti

Lucio Dalla con Franco Battiato, suo vicino di casa nelle campagne etnee

- Durante il concerto di solidarietà alle popolazioni colpite dal sisma del 25 giugno 2012 tenuto alla Stadio Renato Dall'Ara di Bologna, Gianni Morandi e Gaetano Curreri  hanno cantato assieme Piazza Grande, Samuele Bersani, Luca Carboni, Laura Pausini e Cesare Cremonini hanno cantato L'anno che verrà[52].
- Viene nuovamente omaggiato, assieme a Pierangelo Bertoli, nel successivo concerto per l'Emilia, Italia Loves Emilia, tenutosi a Campovolo (Reggio Emilia), il 22 settembre 2012[53].Lucio Dalla con Fiorella Mannoia

Lucio Dalla con Fiorella Mannoia

- Il 9 ottobre 2012, durante il concerto di Adriano Celentano all'Arena di Verona, trasmesso in diretta televisiva su Canale 5, mentre Celentano ricordava l'artista, gli 11000 spettatori dell'Arena gli hanno tributato una standing ovation e subito dopo Gianni Morandi, in veste di ospite d'onore del concerto, ha cantato il brano Caruso[54].
- Raiuno ha inaugurato una serie di quattro puntate speciali dedicate ai grandi della musica, con un omaggio a Lucio Dalla dal titolo Caro Amico ti scrivo dove sono stati riproposti brani di Dalla. L'attore Alessio Boni ha, poi, letto una personale lettera di Francesco De Gregori indirizzata all'amico e musicista scomparso[55].
- Il 4 marzo 2013, a un anno dal funerale del cantante (nel giorno in cui avrebbe compiuto 70 anni), è andato in onda in diretta tv su Rai 1 il concerto tributo svoltosi in piazza Maggiore a Bologna. Tra i vari artisti presenti, oltre all'amico e organizzatore Gianni Morandi, si sono succeduti: Renato Zero, Zucchero Fornaciari, Marco Mengoni, Ornella Vanoni, Pino Daniele, il comico Paolo Rossi, Andrea Bocelli, Ron, Fiorella Mannoia, Giuliano Sangiorgi e altri ancora. Francesco Guccini ha inoltre ricordato, in un videomessaggio, le molte serate passate all'osteria col musicista, dove spesso, a fine cena, i due artisti si divertivano a suonare e cantare assieme[56].
- Nello stesso periodo, la casa discografica Sony dà alle stampe un disco tributo dal titolo Dalla in jazz che vede alcuni dei artisti italiani cimentarsi nella rilettura di alcuni dei suoi brani.
- Nell'agosto del 2013, a Milo, in provincia di Catania, in occasione dell'inaugurazione in diretta su RAI1 di un monumento a lui dedicato realizzato dal suo amico scultore Carmine Susinni, si è svolto un altro concerto in suo ricordo. Sul palco si sono alternati: Franco Battiato, Enrico Ruggeri, Luca Carboni e Gianluca Grignani[57]. L'evento, patrocinato dal sindaco del comune di Milo, ha visto tra gli organizzatori lo stesso Franco Battiato, presente anche all'inaugurazione dell'anfiteatro cittadino, dedicato al cantautore emiliano.[58]
- A tre anni dalla scomparsa del cantautore, la Fondazione Dalla ha nuovamente aperto al pubblico la casa dell'artista, situata in via D'Azeglio a Bologna (poi diventata sede della stessa Fondazione). Durante la tre giorni, svoltasi tra il 2 e 4 marzo 2015, nel ricordo del cantante sono accorsi molti artisti che hanno intrattenuto il pubblico con aneddoti, ricordi e con vere e proprie esibizioni. Vi hanno partecipato Gianni Morandi, Samuele Bersani, Gaetano Curreri, Piera Degli Esposti, Mimmo Paladino, Renzo Arbore, Ornella Vanoni, Katia Ricciarelli, Vito Mancuso, Achille Bonito Oliva e Ivano Dionigi.[59]
- Nel 2015, in occasione del terzo anniversario della scomparsa, è stato pubblicato il romanzo biografico di Raffaele Lauro, Caruso The Song - Lucio Dalla e Sorrento, GoldenGate Edizioni[60], che ha ricostruito, attraverso testimonianze inedite, il quasi cinquantennale (1964-2012) legame del grande artista con Sorrento («Sorrento rappresenta l'angolo vero della mia anima») e l'ispirazione del suo capolavoro Caruso. Dello stesso autore, il docufilm Lucio Dalla e Sorrento - I luoghi dell'anima[61], presentato in anteprima nazionale il 7 agosto 2015 al Social World Film Festival 2015 di Vico Equense.
- Nel 2015 l'Esposizione Universale di Milano ha reso omaggio a Lucio Dalla con una scultura in bronzo realizzata da Carmine Susinni, intitolata All'amico Lucio e raffigurante il cantautore in dimensioni naturali.[62]

Il 4 Marzo 2016, giorno del suo compleanno, è stata inaugurata sotto casa sua a Bologna in Piazza de' Celestini, la statua in bronzo che lo rappresenta iperrealista e interattivo seduto su una panchina, chiamata: "panchina di Lucio Dalla", realizzata dal maestro Carmine Susinni.
- Nel luglio 2017, il comune di Roma ha posto una targa in memoria di Lucio Dalla sulla facciata della casa di Trastevere presso cui il cantautore abitava[63].
- Il 25 settembre 2015 è stato pubblicato l'album tributo Bella Lucio!, prodotto da Franco Godi, che ha visto undici rapper italiani rivisitare alcuni tra i brani più famosi del cantautore bolognese.[64]
- Il 2 ottobre 2019 le Poste Italiane gli hanno dedicato un francobollo, del valore di 1,10 €, appartenente alla serie "Le eccellenze italiane dello spettacolo".